# 盧英
盧 英（ろ えい、1894年 - 1950年）は中華民国の軍人。南京国民政府（汪兆銘政権）で要人となった。字は楚僧。

## 事跡
保定陸軍軍官学校第2期歩兵科を卒業。後に同学校の教官もつとめた。国民革命軍に参加し、第26軍第3師第7団団長、浙滬警備司令部偵緝処処長、上海市公安局偵緝総隊隊長などを歴任している。
1939年（民国28年）8月、汪兆銘（汪精衛）派の中国国民党中央委員に任命された。汪兆銘政権成立後の1941年（民国30年）7月、上海保安司令部副司令に任ぜられる。翌年8月、清郷委員会上海分会委員となった。1943年（民国32年）5月、上海物資調査委員会委員となる。8月、上海市第二警察局局長となり、さらに軍事委員会委員にも任命された。翌年7月、上海市警察局副局長となる。1945年（民国34年）4月、国民政府参軍長に起用された。
汪兆銘政権崩壊後、盧英は蔣介石の国民政府に逮捕、収監される。中華人民共和国成立後の1950年に処刑された。享年57。